# A hora da estrela
A hora da estrela è un film del 1986 diretto da Suzana Amaral.

## Riconoscimenti
- Orso d'argento per la migliore attrice al Festival internazionale del cinema di Berlino